# Pseudoleskea ramuligera
Pseudoleskea ramuligera är en bladmossart som beskrevs av Sauerbeck och Georg Friedrich von Jaeger 1880. Pseudoleskea ramuligera ingår i släktet Pseudoleskea och familjen Leskeaceae. Inga underarter finns listade i Catalogue of Life.